# Androctonus pallidus
Espèce
Androctonus pallidus est une espèce de scorpions de la famille des Buthidae.

## Distribution
Cette espèce est endémique du Tchad. Elle se rencontre dans les monts Kapka.

## Description
Le mâle holotype mesure 67,5 mm. Androctonus pallidus mesure de 60 à 65 mm.

## Publication originale
- Lourenço, Duhem & Cloudsley-Thompson, 2012 : « Scorpions from Ennedi, Kapka and Tibesti, the mountains of Chad, with descriptions of nine new species (Scorpiones: Buthidae, Scorpionidae). » Arthropoda Selecta, vol. 21, no 4, p. 307-338 (texte intégral).